# Ptolemais (Tochter des Ptolemaios I.)
Ptolemais (altgriechisch Πτολεμαίς Ptolemaís; † nach 287 v. Chr.) war eine Tochter des hellenistischen Königs Ptolemaios I. von Ägypten und der Eurydike, einer Tochter des Antipatros.
Im Zuge eines Friedensabkommens ihres Vaters wurde Ptolemais um das Jahr 298/297 v. Chr. mit Demetrios Poliorketes verlobt. Ihr zukünftiger Ehemann lebte offen polygam und seine erste Ehefrau Phila war ihre Tante mütterlicherseits.
Die Ehe konnte allerdings erst 287 v. Chr. geschlossen werden, als Ptolemais von ihrer Mutter nach Milet gebracht wurde, wo sie Demetrios auch erstmals persönlich begegnete, der gerade die Herrschaft in Griechenland und Makedonien verloren hatte. Nach nur wenigen Tagen des Ehelebens zog Demetrios weiter zu einem Feldzug nach Kleinasien, bei dem er letzten Endes von Seleukos gefangen genommen wurde und wenige Jahre später in der Gefangenschaft starb.
Aus der kurzen Ehe ging ein gemeinsamer Sohn hervor, Demetrios der Schöne († 249/248 v. Chr.), der später König von Kyrene wurde.

## Weblink
- Biographie von Christopher Bennett